# Nasche
Le Nasche (Nasche in ligure) è un quartiere residenziale del comune di Genova, compreso nel Municipio IX Levante.
È situato nell'alta valle del torrente Sturla, dove si estende costeggiando il torrente tra i quartieri di Borgoratti, San Desiderio e Bavari.
Il nucleo storico delle Nasche comprende le borgate di Binelle, Cascine, Molini, Noce e Ciasìn che sorgono al livello del corso del torrente. Maccagno (comunemente chiamata dagli abitanti del luogo "il Dazio"), zona che segna l'inizio del territorio delle Nasche provenendo dal centro della città, costituiva il confine del comune di Genova.
Quartiere residenziale, Nasche ospita alcune attività commerciali, industriali ed estrattive, ma la gran parte del territorio è costituito da terreni coltivabili distribuiti in fasce e frutteti.

## Storia

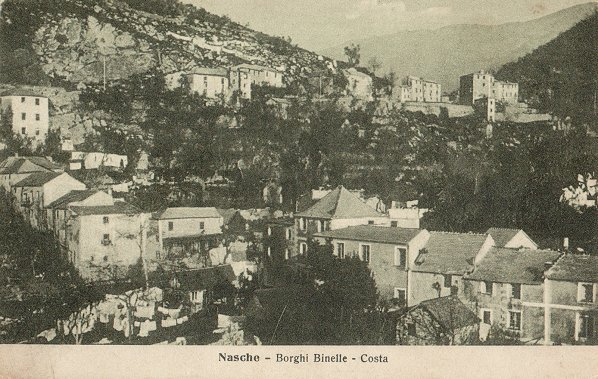
Fotografia d'epoca raffigurante la borgata delle Binelle

La località, conosciuta anticamente col nome di Sestiere Lungo, assunse prima il nome di Linasca e successivamente l'attuale denominazione Nasche nel medioevo. Il termine è il plurale di nasca, nome popolare di una pianta erbacea delle composite, chiamata comunemente conizza e scientificamente inula viscosa, che prospera nei terreni sassosi e fiorisce in settembre donando fiori di colore giallo oro, di cui la zona, in particolare nella regione detta di Monte Comune (alle pendici del Monte Ratti) dove ora sorge la chiesa parrocchiale, era particolarmente ricca.
Esistono testimonianze di insediamenti nella zona sin dal XII secolo d.C., epoca in cui sorsero le sparute case di contadini sul pendio o lungo l'antica strada mulattiera chiamata Cammin Lungo, che estendendosi dalla via romana di Sturla, portava a Bavari. Grazie alla possibilità dello sfruttamento dell'energia idrica nella zona sorsero un gran numero di mulini (oggi non più esistenti); la macinazione del frumento fu l'attività economica naschese caratterizzante dal secolo XII sino al XIX secolo.
Le Nasche erano parte integrante del comune di Apparizione sino all'integrazione di quest'ultimo nel comune di Genova avvenuto nel 1926 per il progetto della Grande Genova. Da questo momento la zona fu protagonista di una modesta crescita urbana e demografica.

## Monumenti e luoghi d'interesse

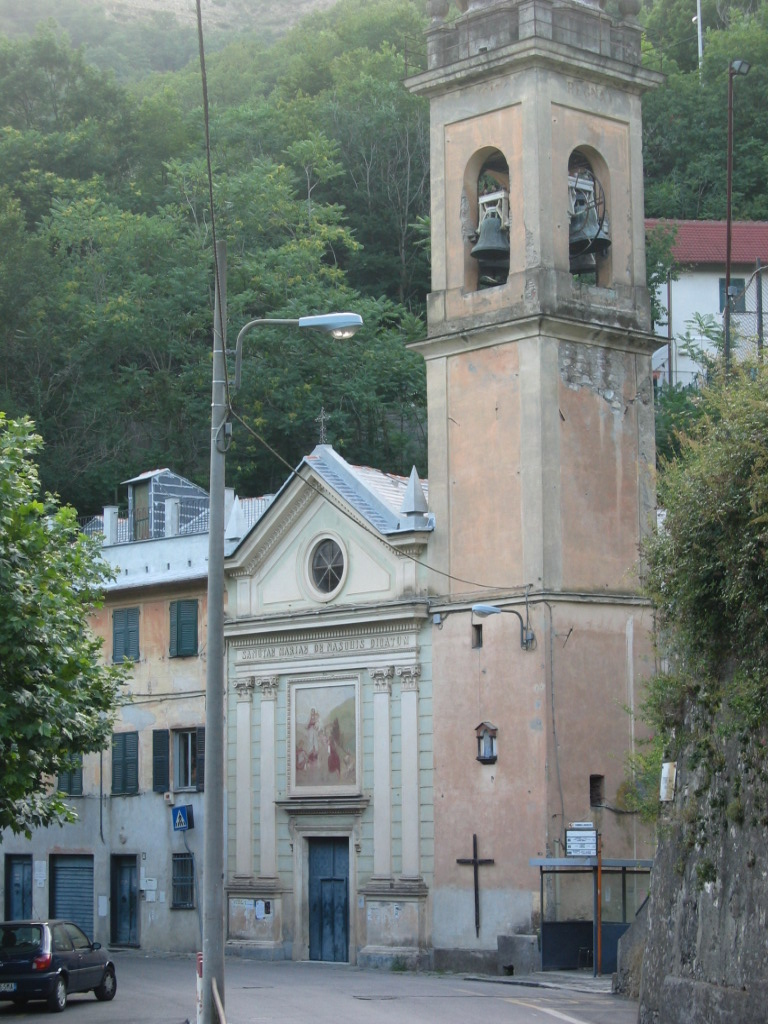
Il santuario di Santa Maria delle Nasche

### Architetture religiose
- Santuario di Santa Maria delle Nasche, XVII secolo in stile Barocco. Nella chiesa è contenuto il prezioso Gonfalone dell'Abate del Popolo risalente al XVII secolo.
- Cappelletta di Maccagno, del XIX secolo, nota come "La Madonnetta".

### Aree naturali
Nel 1872 Antonio Pitto descriveva il paesaggio naschese con queste parole:
(A. Pitto, La Liguria Mariana, Genova, Tip. della Gioventù,1872 pag. 394)
Le Nasche, nonostante sia passato molto tempo dalla descrizione di Pitto, presenta ancora numerose aree boschive; la flora è costituita prevalentemente da castagni, allori, ulivi.
La zona è conosciuta dagli appassionati della raccolta dei funghi selvatici, molto rinomati e vera e propria passione degli abitanti della zona.
Le varietà faunistiche più presenti sono costituite da cinghiali, germani reali e aironi cinerini.

## Cultura

### Biblioteche
Nel quartiere è presente la biblioteca "Maurizio Borzini", presso la ex scuola elementare, ospitante ora la sede della Croce Bianca San Desiderio.

## Infrastrutture e trasporti

### Mobilità urbana
La zona è servita dalle linee 85, 86, 86/, 88, 584, 584/, 685 e 686 di AMT Genova.

## Galleria d'immagini

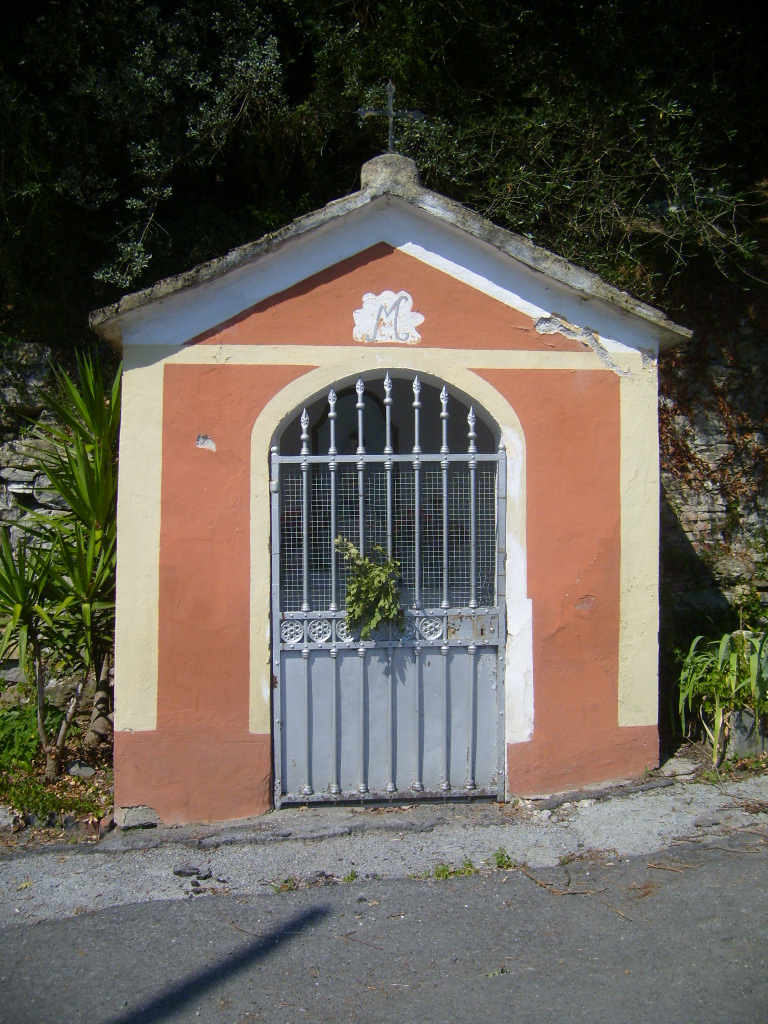
La Cappelletta in località Maccagno (XIX secolo).
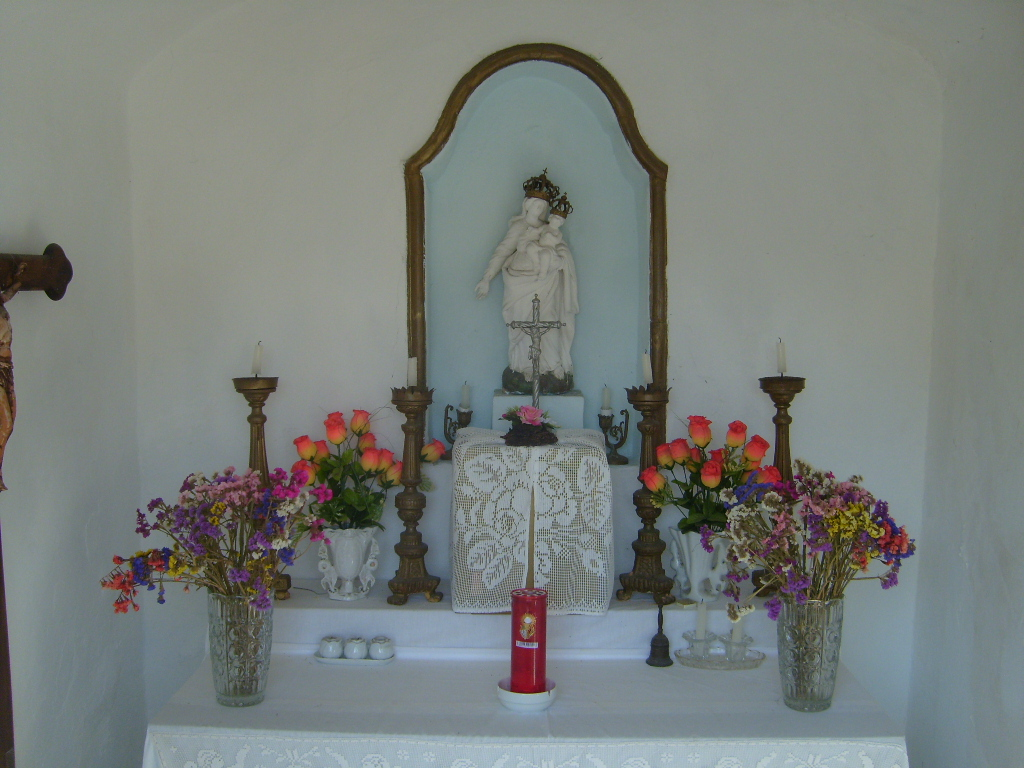
Statuetta della Vergine Maria con Bambino venerata nella Cappella di Maccagno.
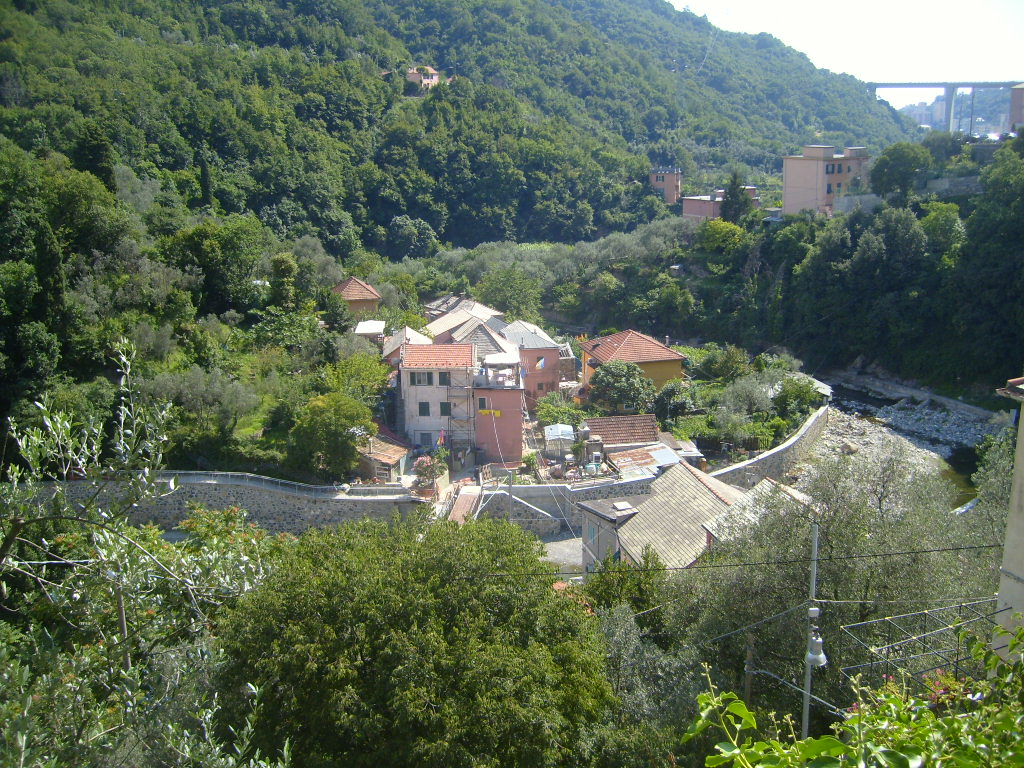
Veduta di una parte della borgata delle Binelle e torrente Sturla.
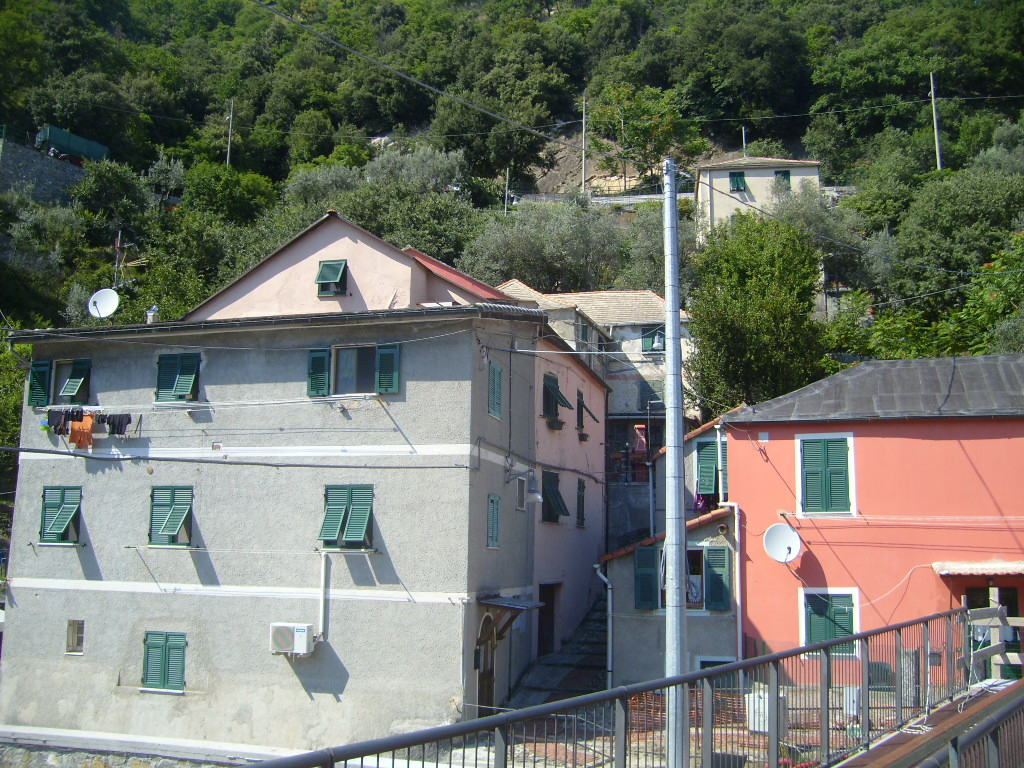
Antiche case nella borgata delle Binelle.
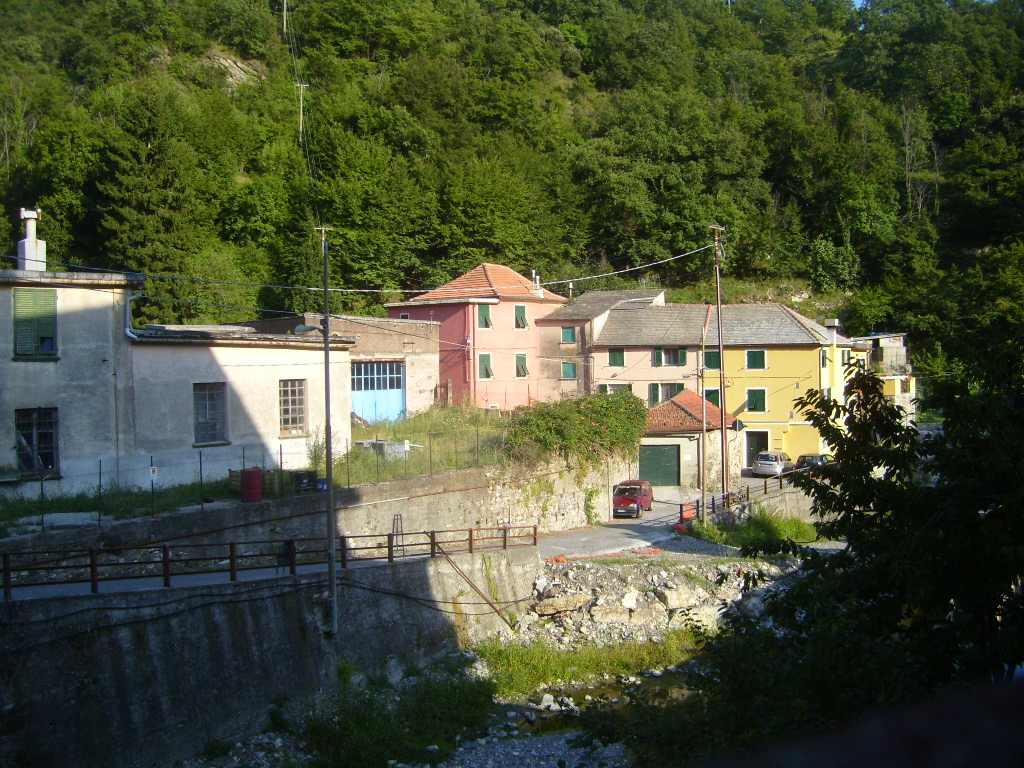
La frazione di Noce (Nuxe) - Via Noce di Nasche.
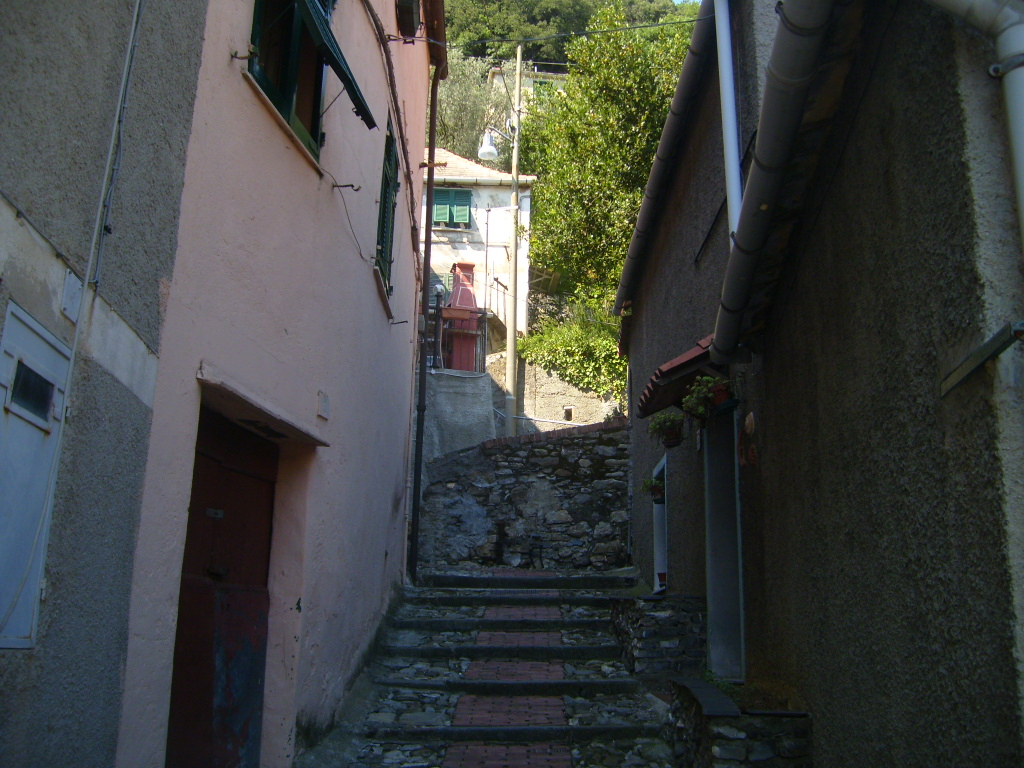
Tipica crêuza ligure in Via Binelle.
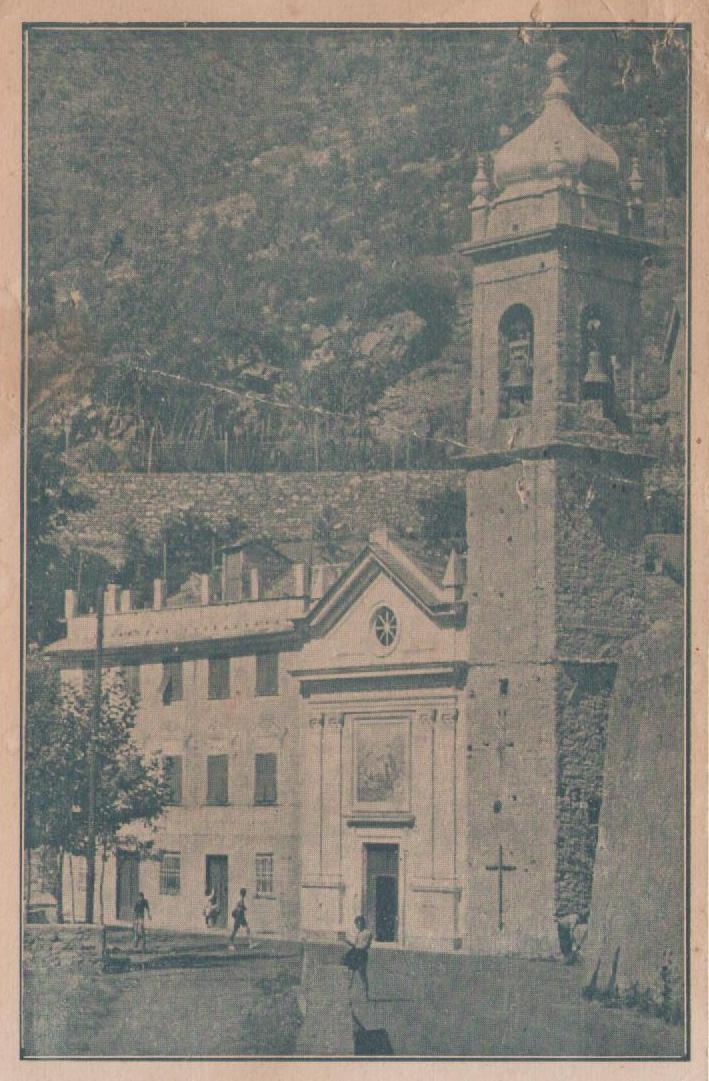
Foto d'epoca ritraente il Santuario di Santa Maria delle Nasche.